# Triumph Daytona Moto2 765
La Triumph Daytona Moto2 765 è una motocicletta di media cilindrata (765 cm³) prodotta dalla casa motociclistica inglese Triumph dal 2019.

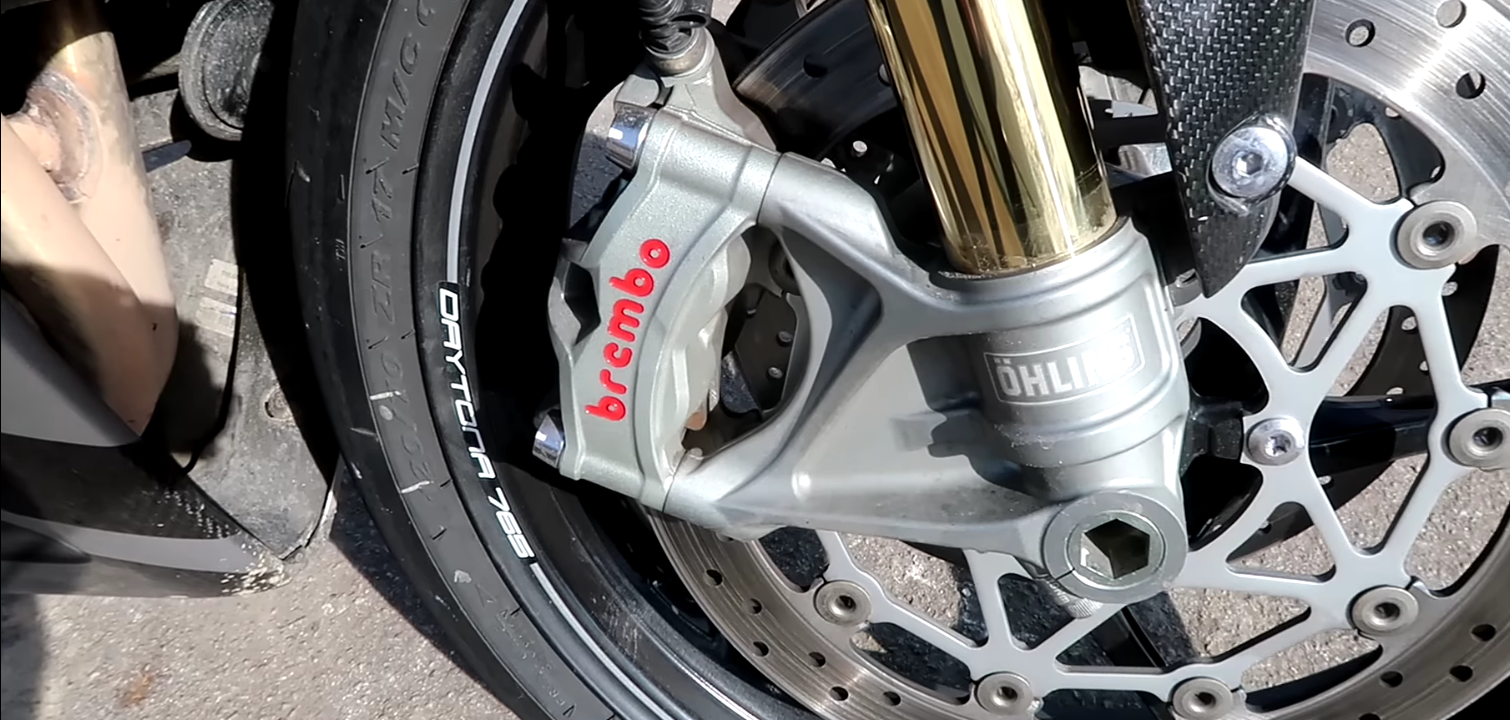
Dettaglio dei freni flottanti anteriore

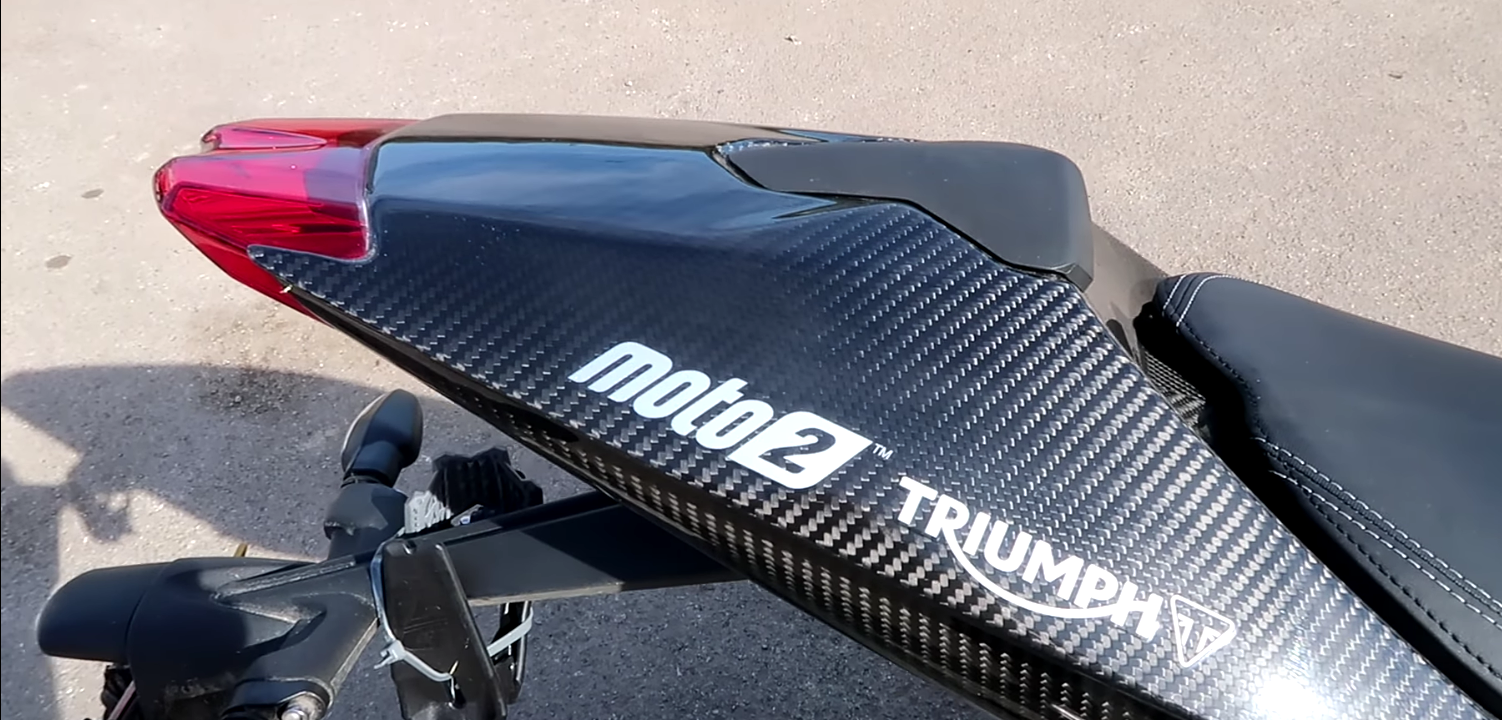
Dettaglio del codino in fibra di carbonio

## Descrizione e meccanica
La Daytona Moto2 è una sportiva di media cilindrata, dotata di un telaio a doppia trave in alluminio.
La moto è strettamente derivata da quelle utilizzate nella classe Moto2 del Motomondiale. Per omaggiare questa collaborazione con la FIM, la Triumph ha creato questa moto derivata di serie che riprende il nome delle precedenti Daytona.
Il propulsore, che è stato sviluppo utilizzando come base quello della Triumph Street Triple RS, è un motore a tre cilindri in linea a quattro tempi da 765 cm³ dotato di sistema di raffreddamento a liquido che produce una potenza massima di 130 CV a 12.250 giri ed eroga una coppia di 80 Nm a 9.750 giri. La distribuzione è a due alberi a camme in testa (DOHC) a 12 valvole (4 per cilindro), venendo alimenta da un sistema ad iniezione elettronica indiretta multipoint.
Per avere maggiori prestazioni, i tecnici sono intervenuti modificando la distribuzione, montando inedite valvole in titanio e riprofilando le camme, nuovi i pistoni rinforzati e spinotti con trattamento DLC, bielle, condotti e cornetti di aspirazione e albero motore.
Tutte queste modifiche ne hanno incrementato il rapporto di compressione più elevato, pari a 12.9:1. Il terminale di scarico omologato per l’uso stradale, è fornito dalla Arrow ed è realizzato in titanio. Il propulsore viene gestito da un cambio a sei rapporti ad innesti frontali, dotato del sistema Triumph Shift Assist che permette di varie il rapporto senza azionare la frizione.
I due freni a disco flottanti all'anteriore Brembo hanno un diametro di 310 mm e vengono azionati da pinze con attacco radiale a quattro pistoncini. Sul posteriore è presente un freno a disco con un diametro di 220 mm e una pinza a singolo pistoncino. Gli pneumatici all'avantreno misuravano 120/70 ZR 17 mentre al retrotreno 180/55 ZR 17.
Tutta la carenatura, dal cupolino al codino, è costruita interamente in fibra di carbonio a vista non verniciata, contribuendo a ridurre il peso della moto a secco a 165 kg.